# Mastacembelus tinwini
Mastacembelus tinwini és una espècie de peix pertanyent a la família dels mastacembèlids.

## Descripció
- Fa 37,7 cm de llargària màxima.
- 36-39 espines i 64-71 radis tous a l'aleta dorsal.
- 3 espines i 63-73 radis tous a l'aleta anal.
- Nombre de vèrtebres: 89-93.[4]

## Hàbitat
És un peix d'aigua dolça, demersal i de clima tropical.

## Distribució geogràfica
Es troba a Àsia: conca del riu Salween a Myanmar.

## Observacions
És inofensiu per als humans.